# POU5F2
POU5F2 (англ. POU domain class 5, transcription factor 2) – білок, який кодується однойменним геном, розташованим у людей на 5-й хромосомі. Довжина поліпептидного ланцюга білка становить 328 амінокислот, а молекулярна маса — 36 051.
| 10         |  | 20         |  | 30         |  | 40         |  | 50         |
| ---------- |  | ---------- |  | ---------- |  | ---------- |  | ---------- |
| MAGHRPSNHF |  | CPLPGSGGGG |  | PRGPMPLRVD |  | TLTWLSTQAA |  | PGRVMVWPAV |
| RPGICPGPDV |  | WRIPLGPLPH |  | EFRGWIAPCR |  | PRLGASEAGD |  | WLRRPSEGAL |
| PGPYIALRSI |  | PKLPPPEDIS |  | GILKELQQLA |  | KELRQKRLSL |  | GYSQADVGIA |
| VGALFGKVLS |  | QTTICRFEAQ |  | QLSVANMWKL |  | RPLLKKWLKE |  | VEAENLLGLC |
| KMEMILQQSG |  | KWRRASRERR |  | IGNSLEKFFQ |  | RCPKPTPQQI |  | SHIAGCLQLQ |
| KDVVRVWFYN |  | RSKMGSRPTN |  | DASPREIVGT |  | AGPPCPGAPV |  | CFHLGLGLPV |
| DIPHYTRLYS |  | AGVAHSSAPA |  | TTLGLLRF   |  |            |  |            |

A: Аланін

C: Цистеїн

D: Аспарагінова кислота

E: Глутамінова кислота

F: Фенілаланін

G: Гліцин

H: Гістидин

I: Ізолейцин

K: Лізин

L: Лейцин

M: Метіонін

N: Аспарагін

P: Пролін

Q: Глутамін

R: Аргінін

S: Серин

T: Треонін

V: Валін

W: Триптофан

Задіяний у таких біологічних процесах, як транскрипція, регуляція транскрипції. 
Білок має сайт для зв'язування з ДНК. 
Локалізований у ядрі.